# Пулия
Пулия (Апулия) (на италиански: Puglia; на гръцки: Απουλία; тарантски диалект: Pugghie; неаполитански: Pùglia; на латински: Apulia) е административен регион в Югоизточна Италия. Заема площ от 19 358 км2. Административен център е град Бари.